# Wyciąg bankowy
Wyciąg bankowy – dokument opracowywany przez bank dla posiadacza rachunku bankowego, w którym zbiorczo przedstawione są obroty za dany okres na rachunku. Zawarta jest w nim informacja o operacjach pieniężnych uznających i obciążających rachunek z dyspozycji właściciela konta lub dyspozycji różnych kontrahentów, księgowania odsetek i prowizji, a także informację o saldzie rachunku na początku i końcu okresu rozliczeniowego.
Wyciąg bankowy generowany jest automatycznie lub na żądanie w ustalonym przedziale czasowym (dziennie, miesięcznie). Może mieć formę tradycyjnego dokumentu papierowego lub dokumentu elektronicznego (np. format PDF).